# Diapetimorpha dorsator
Diapetimorpha dorsator là một loài tò vò trong họ Ichneumonidae.